# Kapela kongregacije Monte dei Poveri
Kapela Kongregacije Monte dei Poveri (tal. Cappella della Congregazione di Monte dei Poveri) je kapela u baroknom stilu smještena na Via Tribunali u središnjem Napulju, Italija. Kapela je zatvorena za službe.
Kapela se nalazi unutar dvorišta Palazzo Ricca, nekadašnjih ureda Monte dei Poveri, a sada ureda povijesnog arhiva Fondazione Istituto Banco di Napoli.
Kapelu je 1663. projektirao don Giuseppe Caracciolo. Atrij ima skulpture Girolama D'Auria, koji prikazuju svece Tomu Akvinskog, Januarija i Antuna Padovanskog, te platno s prikazom Svete obitelji Giannantonija D'Amata. Glavni oltar projektirao je 1768. godine Filippo Fasulo, a dovršio ga je Paolo Persico u višebojnom mramoru sa skulpturalnim ukrasima. Glavni oltar ima tri slike, Obrezanje (1673.) Luce Giordana i Navještenje i Rođenje Francesca Solimena . Na stropu je freska Bezgrešnog začeća također Giordana. Orgulje su dovršene 1685., a restaurirane 1726. godine.
Pročelje je obnovljeno 1700-ih prema nacrtima Gaetana Barbe, a 1751. dodani su sat od majolike i zvonik.